# Stadion Miejski (Poznań)
Inea Stadion is een multifunctioneel stadion in Poznań in Polen. Het stadion wordt grotendeels gebruikt voor thuiswedstrijden van de voetbalclub Lech Poznań en had voorheen de naam Stadion Lecha. Het complex bood plaats aan 17.000 toeschouwers en werd gebouwd in 1980. In 2011 werd het aantal zitplaatsen voor het Europees kampioenschap voetbal 2012 uitgebreid naar 43.269, die allemaal overdekt zijn. Er werden drie wedstrijden van Groep C gespeeld.

## Europees kampioenschap voetbal 2012
| Datum        | Tijd (MEZT) | Team 1  | Res. | Team 2  | Ronde   | Toeschouwers |
| ------------ | ----------- | ------- | ---- | ------- | ------- | ------------ |
| 10 juni 2012 | 20:45       | Ierland | 1-3  | Kroatië | Groep C | 39.550       |
| 14 juni 2012 | 18:00       | Italië  | 1-1  | Kroatië | Groep C | 37.096       |
| 18 juni 2012 | 20.45       | Italië  | 2-0  | Ierland | Groep C | 38.794       |